# Boskär (Nagu)
Boskär est une île de l'archipel finlandais à Pargas en Finlande.

## Géographie
Dalskär est située à environ 19 kilomètres au sud de l'église de Nagu et à 54 kilomètres au sud-ouest de Turku,.
Boskär fait partie du parc national de l'archipel.
Le transport public le plus proche est la jetée de Berghamn à Nagu qui est desservie par le M/S Eivor et le M/S Cheri.

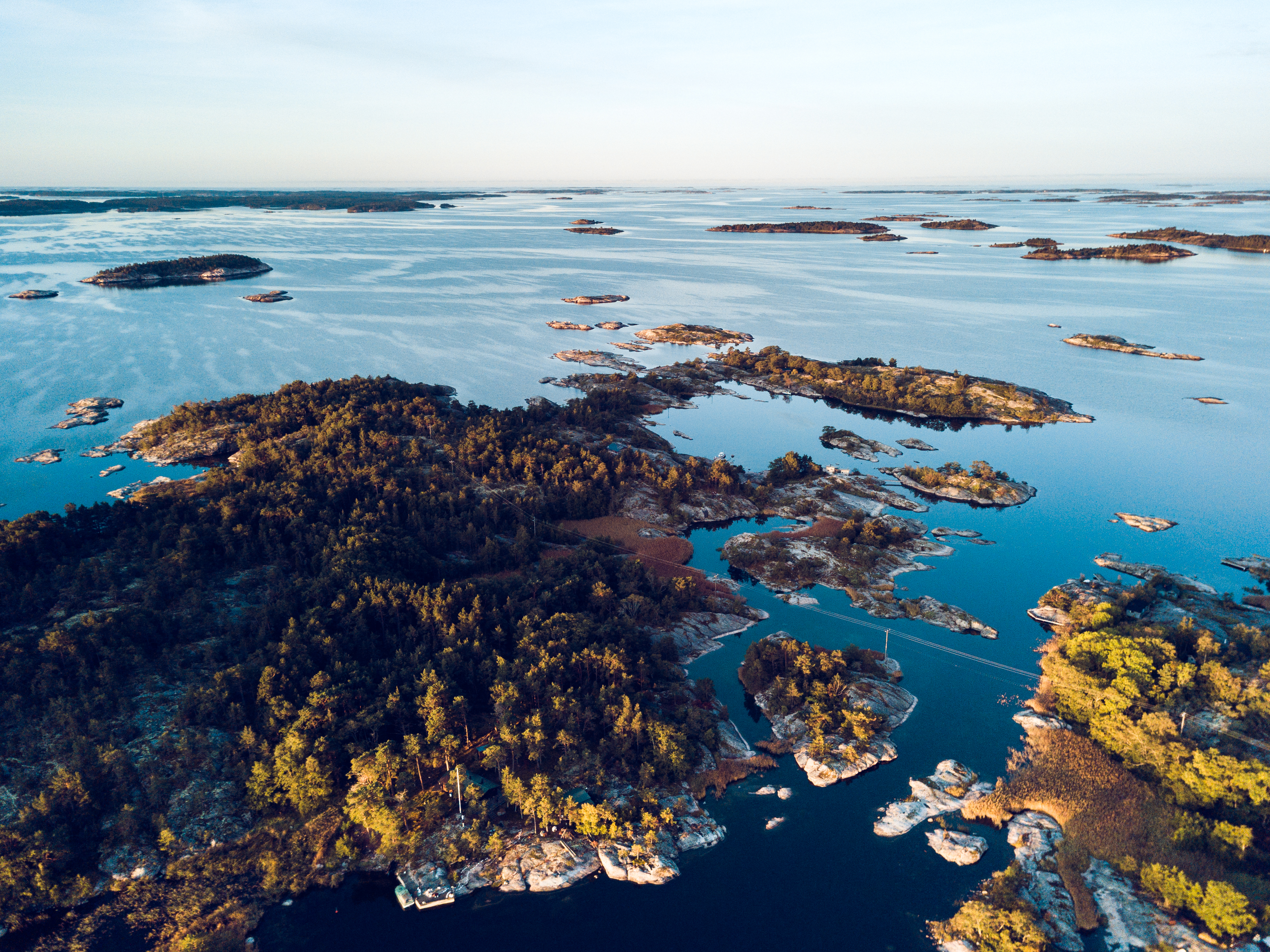
Lever du soleil sur Boskär.